# Le Moulin de la Galette (Picasso)
 (janvier 2024).
La mise en forme du texte ne suit pas les recommandations de Wikipédia : il faut le « wikifier ».
Les points d'amélioration suivants sont les cas les plus fréquents. Le détail des points à revoir est peut-être précisé sur la page de discussion.
- Les titres sont pré-formatés par le logiciel. Ils ne sont ni en capitales, ni en gras.
- Le texte ne doit pas être écrit en capitales (les noms de famille non plus), ni en gras, ni en italique, ni en « petit »…
- Le gras n'est utilisé que pour surligner le titre de l'article dans l'introduction, une seule fois.
- L'italique est rarement utilisé : mots en langue étrangère, titres d'œuvres, noms de bateaux, etc.
- Les citations ne sont pas en italique mais en corps de texte normal. Elles sont entourées par des guillemets français : « et ».
- Les listes à puces sont à éviter, des paragraphes rédigés étant largement préférés. Les tableaux sont à réserver à la présentation de données structurées (résultats, etc.).
- Les appels de note de bas de page (petits chiffres en exposant, introduits par l'outil «  Source ») sont à placer entre la fin de phrase et le point final[comme ça].
- Les liens internes (vers d'autres articles de Wikipédia) sont à choisir avec parcimonie. Créez des liens vers des articles approfondissant le sujet. Les termes génériques sans rapport avec le sujet sont à éviter, ainsi que les répétitions de liens vers un même terme.
- Les liens externes sont à placer uniquement dans une section « Liens externes », à la fin de l'article. Ces liens sont à choisir avec parcimonie suivant les règles définies. Si un lien sert de source à l'article, son insertion dans le texte est à faire par les notes de bas de page.
- La présentation des références doit suivre les conventions bibliographiques. Il est recommandé d'utiliser les modèles {{Ouvrage}}, {{Chapitre}}, {{Article}}, {{Lien web}} et/ou {{Bibliographie}}. Le mode d'édition visuel peut mettre en forme automatiquement les références.
- Insérer une infobox (cadre d'informations à droite) n'est pas obligatoire pour parachever la mise en page.

Pour une aide détaillée, merci de consulter Aide:Wikification.
Si vous pensez que ces points ont été résolus, vous pouvez retirer ce bandeau et améliorer la mise en forme d'un autre article.
Le Moulin de la Galette est une peinture à l'huile sur toile (88,2 × 115 cm) créée en 1900 par Pablo Picasso et actuellement dans la collection du musée Guggenheim de New York.

## Histoire et description
Le sujet de l'œuvre est une scène de nuit dans la célèbre discothèque parisienne du Moulin de la Galette, bondée de gens dansant, dans l'orchestre du milieu, ou se reposant aux tables, dans le coin inférieur gauche. Picasso peint les personnages non pas avec une précision méticuleuse, mais comme s'il s'agissait de grosses taches de couleur en mouvement, sous un moulinet de lumières artificielles qui semblent flotter.
Quatre groupes de personnages se détachent : les danseurs au centre; le couple à figure androgyne de profil à droite ; puis les trois hommes en haut-de-forme sur une estrade à gauche ; et enfin le trio de femmes à la table blanche, dont deux s'embrassent et semblent sortir d'un tableau de Toulouse-Lautrec, tandis que la troisième pose son coude sur son bras et son visage soigneusement dessiné. Cette dernière figure s'agit de Germaine Gargallo, un modèle qu'il a rencontré dans l'atelier parisien du peintre barcelonais Isidre Nonell, pour l'amour non partagé de qui Carles Casagemas se suiciderait peu après le retour de Picasso en Espagne. .
Le tableau se trouve au musée Solomon R. Guggenheim de New York, qui l'a reçu en cadeau du marchand d'art Justin K. Thannhauser.

## L'historique du tableau
Le tableau apparentait à Paul von Mendelssohn-Bartholdy, un banquier juif mort en Allemagne en 1935. Avant de mourir, il a transféré la propriété à sa femme qui n'était pas juive. Celle-ci a vendu le tableau à Justin Thannhauser,.

## Demande de restitution de l'ère nazie
En 2007, les héritiers du banquier berlinois Paul von Mendelssohn-Bartholdy ont exigé le retour du « Moulin de la Galette » du Guggenheim,,. La famille déposait parallèlement une plainte contre le Museum of Modern Art de New York (MoMa) pour le Garçon conduisant un cheval de Picasso. En réponse, les deux musées ont intenté une action en justice contre les héritiers, en décembre 2007, devant le tribunal du district sud de New York, demandant au tribunal de confirmer la propriété des musées sur les œuvres d'art, dans l'affaire Guggenheim Foundation v. Schoeps.
L'affaire a été largement commentée dans la presse américaine et internationale car, comme l'a observé le Jerusalem Post, « c'était une affaire très attendue dans laquelle les décisions de justice provisoires étaient analysées comme le Talmud parce que les musées sont importants, les peintures sont célèbres, le Mendelssohn Le nom occupe une place importante et les problèmes juridiques étaient importants pour les victimes du nazisme, les musées et les collectionneurs d'art. L'itinéraire du tableau, en Allemagne en 1933, vendu en Suisse en 1936, transporté aux États-Unis puis donné à un musée de New York, a également posé des questions de choix de loi L'affaire est généralement connue sous le nom de Schoeps c. Musée d'Art Moderne et Fondation R. Guggenheim. Julius H. Schoeps était le porte-parole des héritiers Mendelssohn.
Le tribunal a rejeté le dossier du musée et a décidé que l'affaire pouvait faire l'objet d'un procès. Cependant, avant que le procès puisse commencer, le Guggenheim s'est mis d'accord sur un règlement dont les détails sont restés secrets,. La confidentialité de l'accord a été critiquée par le juge chargé de l'affaire, le juge Rakoff.

## Découvertes curatoriales
En 2023, des recherches approfondies sur la toile ont révélé des personnages jusqu'alors inconnus dans la toile. De même, la restauration a découvert sous les couches de peinture la représentation d'un chien de race King Charles avec un ruban rouge, recouvert par la suite par une silhouette en avant-plan.